# Ferris State Bulldogs
Los Ferris State Bulldogs, también conocido como FSU Bulldogs (en español: Bulldogs de la Estatal de Ferris), es el equipo deportivo que representa a la Universidad Estatal Ferris ubicada en Big Rapids, Michigan en la NCAA Division II como miembro de la Great Lakes Intercollegiate Athletic Conference con 16 de sus 18 equipos deportivos, excepto el de hockey sobre hielo masculino (único equipo que compite en la Division I) que juega en la Central Collegiate Hockey Association y stunt (una disciplina de porristas exclusivamente femenina que enfatiza las acrobacias) que juega en la Great Lakes Valley Conference. Los Bulldogs son miembros de la GLIAC desde 1972.
Cada año cerca de 400 atletas-estudiantes tienen la oportunidad de representar a los Bulldogs en las competiciones regionales y nacionales en la NCAA. Su equipo de hockey sobre hielo masculino ha sido campeón de la American Collegiate Hockey Association Division 2 en 1994, el equipo de baloncesto ganó el campeonato nacional de la NCAA Division II en 2018, y el equipo de fútbol americano ganó el NCAA Division II Football Championship en 2021.

## Deportes
| Masculino                                              | Femenino      |
| ------------------------------------------------------ | ------------- |
| Baloncesto                                             | Baloncesto    |
| Cross country                                          | Cross country |
| Fútbol Americano                                       | Golf          |
| Golf                                                   | Fútbol        |
| Hockey Sobre Hielo                                     | Softbol       |
| Tenis                                                  | Stunt         |
| Atletismo†                                             | Tenis         |
|                                                        | Atletismo†    |
|                                                        | Voleibol      |
| † – Atletismo también incluye la modalidad bajo techo. |               |

### Hockey Sobre Hielo

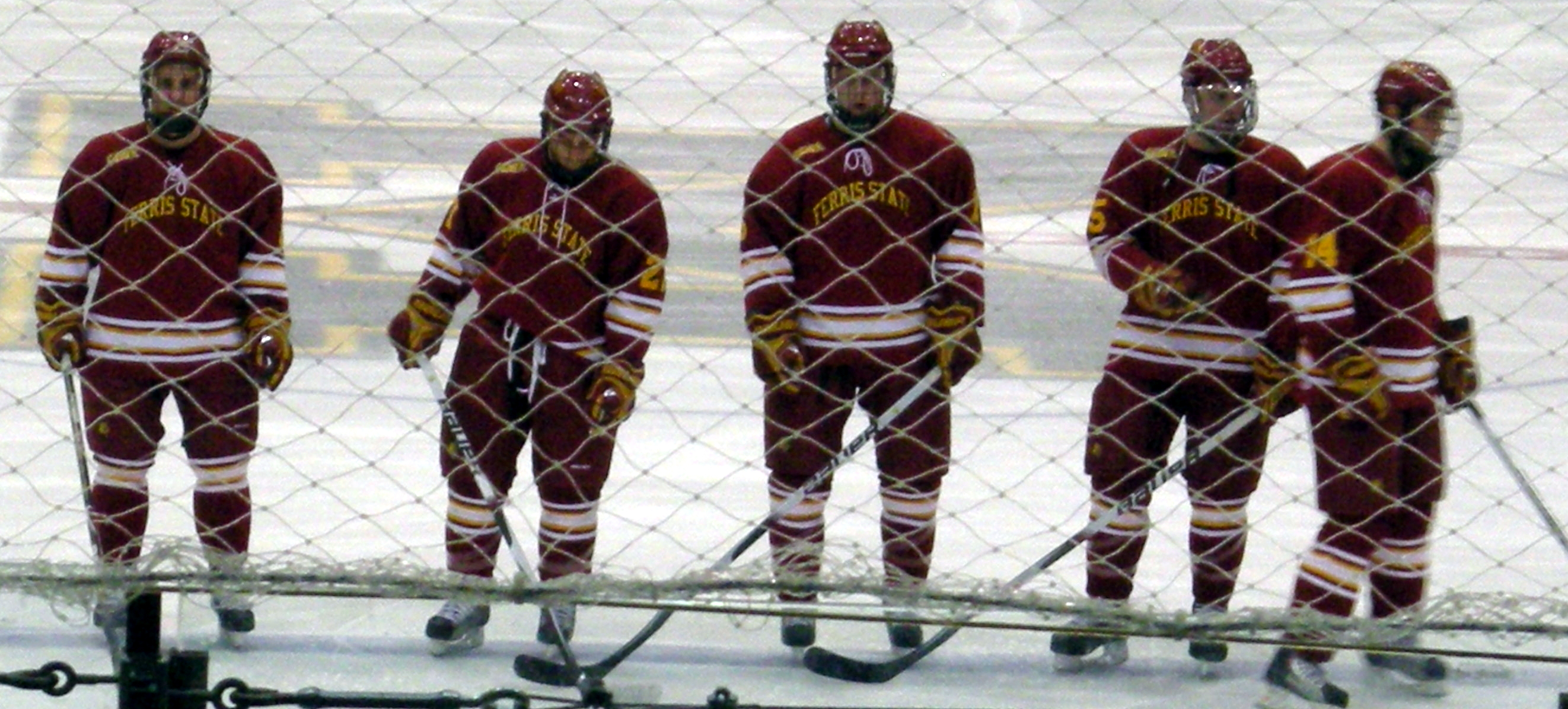
El equipo de Ferris State en la temporada 2009-10 ante Michigan en el Yost Ice Arena.

La temporada 2011–12 fue la primera en la historia del equipo en la que clasificaron al torneo nacional. El equipo llegó a la ronda del Frozen Four donde perdieron 1-4 ante Boston College, con la porra "Save Ferris". En la temporada terminaron con un registro de 26–12–5 incluyendo la fase nacional. Las 26 victorias son el segundo registro más alto del equipo, incluyendo el título de la Central Collegiate Hockey Association (CCHA) Fase Regular y el Midwest Regional Crown.
Antes de la temporada 2011–12 la mejor temporada del equipo en la NCAA Division I fue la de 2002/03 cuando terminaron con 31–10–1. Los Bulldogs también ganaron su primer título de la CCHA Regular-Season con registro de 22–5–1 y clasificando al torneo regional de la NCAA Division I Men's Ice Hockey Tournament West Regional en 2003 en su primera aparición en el torneo de NCAA. Ferris State ganó la distinción de ser el primer equipo en alcanzar las 30 victorias en 2002/03 y llegar al CCHA Super Six Championship Tourney por primera vez desde 1993.

### Fútbol Americano

#### Conferencias
El equipo ha estado vagando entre las conferencias desde que el programa fue creado en 1899:
- 1899–1937: Independiente
- 1938–1941: Michigan-Ontario Collegiate Conference
- 1946–1955: Independiente
- 1956–1973: NAIA Independiente
- 1974–1989: Great Lakes Intercollegiate Athletic Conference
- 1990–1998: Midwest Intercollegiate Football Conference
- 1999–presente: Great Lakes Intercollegiate Athletic Conference